# Ectropothecium ptychofolium
Ectropothecium ptychofolium är en bladmossart som beskrevs av Nishimura 1984. Ectropothecium ptychofolium ingår i släktet Ectropothecium och familjen Hypnaceae. Inga underarter finns listade i Catalogue of Life.